# Dov'è mia figlia?
Dov'è mia figlia? è una miniserie televisiva in quattro puntate, andata in onda dall'8 settembre 2011 su Canale 5, per la regia di Monica Vullo.

## Trama
| nº | Puntata         | Prima TV Italia   |
| -- | --------------- | ----------------- |
| 1  | Prima puntata   | 8 settembre 2011  |
| 2  | Seconda puntata | 11 settembre 2011 |
| 3  | Terza puntata   | 18 settembre 2011 |
| 4  | Quarta puntata  | 25 settembre 2011 |

Prima puntata
Claudio Valle è un ingegnere e libero professionista in crisi con la moglie Sabina e padre di due figli: Chiara e Giulio. La sera del sedicesimo compleanno di Chiara, questa, mentre è in un pub con degli amici, riceve una strana telefonata, che la costringe ad uscire dal locale e ad allontanarsi. Quella sera stessa, Chiara non torna a casa. I genitori, disperati, iniziano le ricerche mentre in polizia vengono incaricati il commissario Anna Cavani e il poliziotto Ivan del caso. La vicenda sembra collegata ad un altro caso: l'omicidio di Francesco Torri, socio di Claudio e di suo fratello Marco, che è caduto da un'impalcatura in un cantiere un mese prima della scomparsa di Chiara. Inizialmente, Claudio e Sabina chiedono aiuto ai compagni di scuola di Chiara, ma loro non sembrano essere d'aiuto. Si scopre inoltre che Claudio tradisce sua moglie con Valentina, fidanzata di Marco ed ex assistente di Francesco. Sabina è a conoscenza dei tradimenti di Claudio ma sembra ignorare l'identità dell'amante. Durante una lite, la donna confessa al marito di avere avuto una relazione con Francesco molti anni prima. Intanto Anna e Ivan sono sempre più convinti che la scomparsa di Chiara sia causata da alcuni problemi familiari e iniziano a indagare su Claudio.
Seconda puntata
Un giorno Claudio riceve una telefonata da un uomo che dice di sapere dove è Chiara in cambio di 20.000 euro. Claudio avverte la polizia, e scopre che l'uomo è un mitomane e che non sa dove sia realmente Chiara. Anna intanto scopre che Claudio possiede due schede diverse per il cellulare, una per il lavoro e una per le cose private, e di lì a poco viene a conoscenza della relazione dell'uomo con Valentina. Un giorno, arriva sui computer di Marco e Claudio una foto che mostra un bacio tra i due. Marco, infuriato, offende Claudio e scaccia Valentina per poi scoprire chi ha mandato la foto: Serrano, un uomo malvagio, vecchia conoscenza di Anna, con cui Marco ha un debito di 5 milioni di euro. Invece Claudio si impegna a capire chi ha scattato la foto: Marzia, la vedova di Francesco, che crede che Claudio e Marco abbiano ucciso suo marito dopo che questi aveva scoperto il debito di Marco con Serrano, e che la sera della scomparsa di Chiara, aveva mostrato alla ragazza le prove che suo padre aveva un'amante e lei era scappata sconvolta, perdendo per strada il telefonino. Carica di odio nei confronti di Claudio, Marzia gli insinua il dubbio che Chiara possa non essere figlia sua, ma bensì di Francesco. Inizialmente si scopre dov'è Chiara: nella casa al mare di Marzia. La donna in cambio ha costretto Claudio a rivelare a Sabina di aver avuto una storia con Valentina. Lo stesso giorno, Chiara decide di tornare a casa, ma viene rapita da Serrano che vorrebbe un'agenda che Marzia ha dato a Claudio e riscuotere il debito di Marco. Claudio, accorso nell'abitazione per riprendersi la figlia, trova il cadavere di Marzia. Vorrebbe chiamare la polizia, ma lo obbligano a non farlo, perché c'è in gioco la vita di Chiara. Marzia è stata uccisa da Serrano e Anna e Ivan vedendo gli occhiali che Claudio aveva lasciato lì poco prima, credono che l'assassino sia lui.
Terza puntata
Claudio scappa di casa e spacciandosi per Francesco Torri affitta una barca. Dopo un durissimo confronto con Marco, contattato per ottenere informazioni su Serrano, si dà un appuntamento con quest'ultimo per consegnargli l'agenda. Si incontrano e si vede Chiara, ma mentre si effettua lo scambio, arriva la polizia e Serrano fugge con Chiara in ostaggio. Claudio scappa e si rifugia nella barca. Chiara viene rinchiusa nel magazzino di Serrano, dove verrà tenuta prigioniera. Claudio scappa più volte dalla polizia, tenendosi in contatto con sua moglie, ma Anna lo scopre.
Quarta puntata
Mentre è in un negozio, Claudio viene fermato da Anna; lì Claudio confessa di non essere stato lui ad uccidere Marzia ma Serrano, e di volerli aiutare a prenderlo. Anna lo lascia andare. Intanto, Marco vorrebbe l'aiuto di Valentina, per pagare il debito, ma essa avendo scoperto di essere stata usata, lo lascia e si schiera con Serrano. Marco viene portato via da Serrano che lo tratta male dicendogli di essere un fallito e poco dopo Cesare, il socio di Serrano che da anni lavora per i Valle, gli spara e Marco muore sotto gli occhi di Claudio. Quest'ultimo ha scoperto che Valentina è sempre stata schierata con Serrano e che a uccidere Francesco è stata proprio lei. Infine si fa dire da lei dove si trova Chiara. Avendo scoperto il luogo, Claudio avverte la polizia, e mentre cerca Chiara nel magazzino, trova Serrano ed il suo socio. Serrano ormai braccato, spara al proprio socio, a Claudio e porta via Chiara, ma questa mentre esce vede il padre e scoppia in lacrime. Dopo ciò arriva Anna, che lo obbliga a lasciare andare Chiara, ma lui resiste e allora interviene Claudio. Questi, ancora vivo e notando l'acqua sul pavimento dove si trova Serrano, decide di scaricare dell'elettricità nell'acqua fulminando così Serrano e uccidendolo all'istante per folgorazione.
Valentina intanto è convinta di averla fatta franca e si trova su un aereo in partenza decisa a far perdere le proprie tracce, ma arriva Claudio in compagnia di Anna e Ivan che la arrestano. Anna, chiuso il drammatico capitolo della sua vita legato a Serrano, si sente finalmente realizzata sul lavoro e può iniziare una storia con Ivan. Chiara, finalmente libera, può tornare a casa dalla sua famiglia, ora più unita che mai: questa brutta storia ha fatto riconciliare Claudio e Sabina tanto che l'uomo, ricevuti i risultati del test di paternità per scoprire se Chiara è davvero sua figlia, li brucia senza scoprirne il contenuto, tornando a vivere la vita felice di prima.